# 淇県
淇県（き-けん）は中華人民共和国河南省鶴壁市に位置する県。
古代には、商や衛の都、朝歌があった。現在、淇県には摘星台という遺跡があるが、これは帝辛（紂王）が築かせ、自ら燃やした巨大な宮殿・鹿台の跡とされている。淇県という名は淇河という川より取られた。春秋戦国時代には衛に属し、その首都であった。
現在は農業と軽工業を中心とする小さな県になっている。

## 行政区画
- 街道:朝歌街道、橋盟街道、衛都街道、霊山街道
- 鎮:高村鎮、北陽鎮、西崗鎮、廟口鎮
- 郷:黄洞郷